# 詹弗兰科·加斯帕里
詹弗兰科·加斯帕里（義大利語：Gianfranco Gaspari，1938年8月5日—），意大利男子雪车运动员。他曾代表意大利参加国际雪车联合会世界锦标赛，获得一枚金牌、二枚银牌和一枚铜牌。他也曾参加1968年和1972年冬季奥运会。